# Champoussin
Champoussin is een dorp en skigebied in het Franstalige kanton Wallis in Zwitserland. Het maakt deel uit van het Frans-Zwitserse skigebied Portes du Soleil. Het hoort bij de gemeente Val d'Illiez, dat zelf niet verbonden is met het skigebied. Het ligt op 1597 meter boven NAP.
Om in Champoussin te komen volgt men eerst de weg uit Val d'Illiez  naar Les Crosets om halverwege naar rechts af te slaan. Er rijdt ook een betaalde bus naar Val d'Illiez. 